# Hundertfüßer

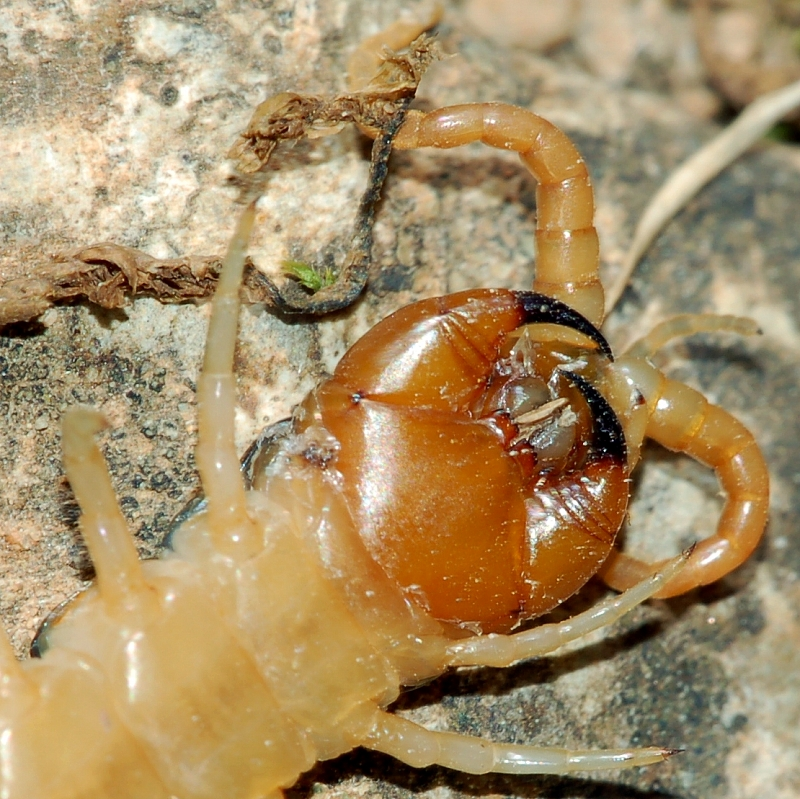
Kopfunterseite mit dem zu Giftklauen umgewandelten ersten Beinpaar

Die Hundertfüßer (Chilopoda) sind eine Klasse der Gliederfüßer (Arthropoda) und werden bei den Tausendfüßern (Myriapoda) eingeordnet. Weltweit sind etwa 3.700 Arten dieser Tiere bekannt, womit sie nach den Doppelfüßern die zweitgrößte Gruppe der Tausendfüßer darstellen. Es wird jedoch davon ausgegangen, dass eine weitaus höhere Zahl an Arten existiert. In Deutschland leben etwa 60 Arten. Die Tiere erreichen meist Körperlängen von 1 bis 10 Zentimetern, tropische Hundertfüßer-Arten der Ordnung Scolopendromorpha (dt.: Riesenläufer oder Skolopender) können auch über 30 Zentimeter lang werden.

## Merkmale
Die Hundertfüßer stellen eine Zusammenfassung von fünf Einzelgruppen dar, die in ihrer Morphologie stark variieren, weswegen eine einheitliche Beschreibung schwierig ist. Wie alle Angehörigen der Myriapoden zeichnen sich die Hundertfüßer vor allem durch eine einheitliche Gliederung der Körpersegmente aus. Auch die große Giftklaue, die aus dem ersten Laufbeinpaar entwickelt wurde und entsprechend als Maxilliped bezeichnet wird, ist bei allen Hundertfüßern zu finden.

### Äußerer Aufbau
Bei allen Gruppen mit Ausnahme der Scutigeromorpha ist der Kopf flach. Die Vorderkante bildet immer eine Verbindungslinie zwischen den beiden Antennen, der Stirnschild (Clupeus) ist nach unten weggeklappt. Auf diese Weise gelangt der Mundraum mit den Mundwerkzeugen auf die Kopfunterseite, direkt vor die Giftklauen. Die Mandibeln sind bei den Scutigeromorpha sehr kräftig ausgebildet und in der Lage, Chitinteile zu zerbeißen. Die 1. Maxillen helfen bei der Nahrungsaufnahme und halten die Partikel fest. Die 2. Maxillen bestehen nur aus einem Taster mit Halteklaue sowie einer spangenartigen Struktur. Die großen Giftklauen besitzen eine starke Spitze, an der die große Giftdrüse ausmündet. Sie können bei den Scutigeromorpha in alle Richtungen bewegt werden, bei allen anderen Gruppen sind sie durch eine Hüftplatte versteift und können nur in einer Ebene eingesetzt werden. Die Antennen stellen bei den Scutigeromorpha Geißelantennen mit zwei Grundgliedern dar (Konvergenz zur Antenne der Insekten), bei allen anderen sind sie als perlschnurartige Gliederantennen ausgebildet. Facettenaugen kommen nur bei den Scutigeromorphen vor. Die anderen Gruppen besitzen punktförmige Seitenaugen (Ocellen), die eine Linse (aus der Hornhaut gebildet) besitzen, denen aber der darunter liegende Kristallkegel der Scutigeromorpha (und anderer Arthropodengruppen) fehlt. Viele Geophilomorphen sind augenlos, auch in den anderen Gruppen kommen blinde Arten vor. Außerdem finden sich postantennale Sinnesorgane (Tömösvárysche Organe) in der Nähe der Antennenbasis bei den Lithobiomorpha und den Scutigeromorpha, die wahrscheinlich Rezeptoren für Kohlendioxidkonzentration darstellen.

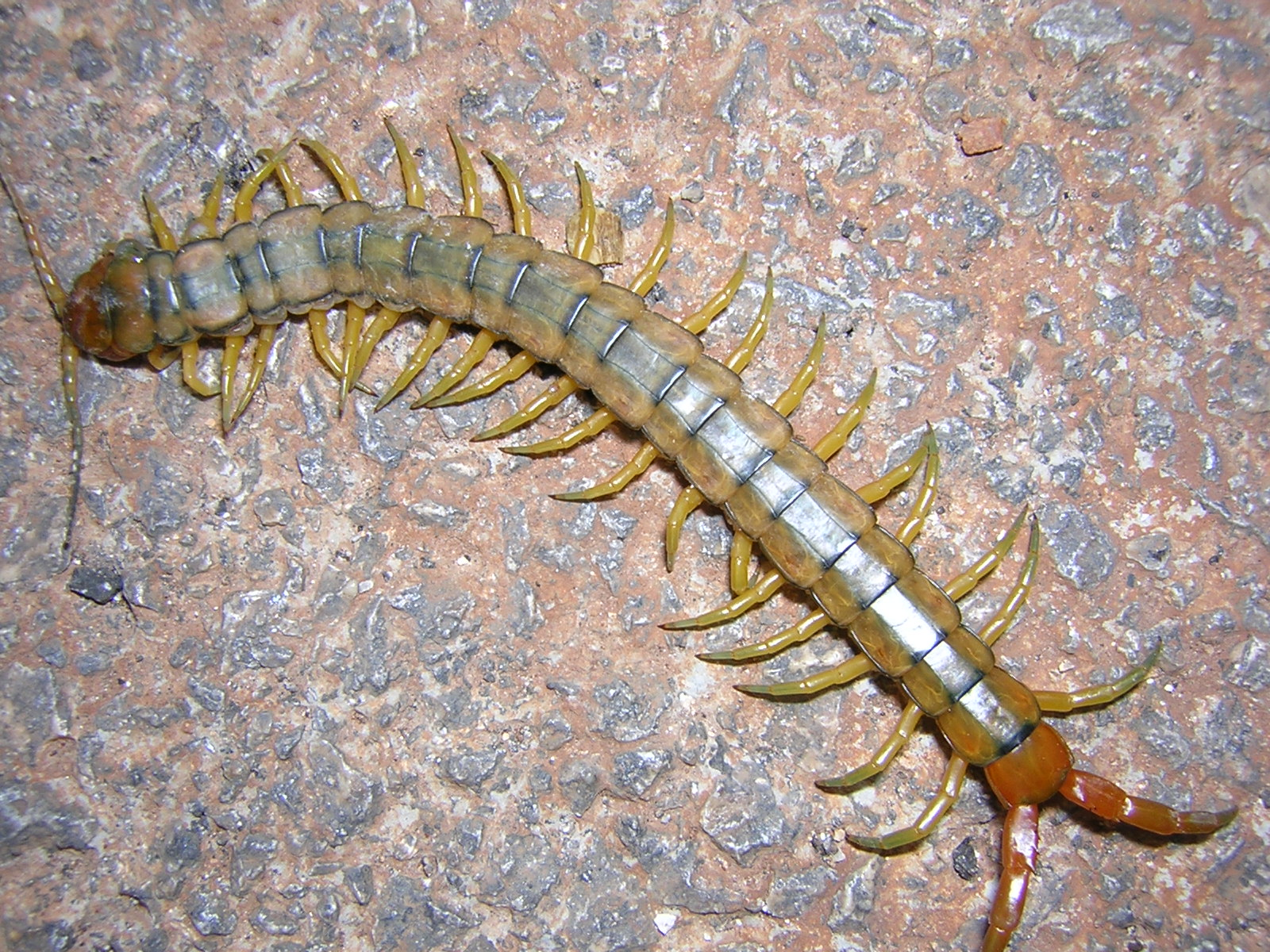
Hundertfüßer

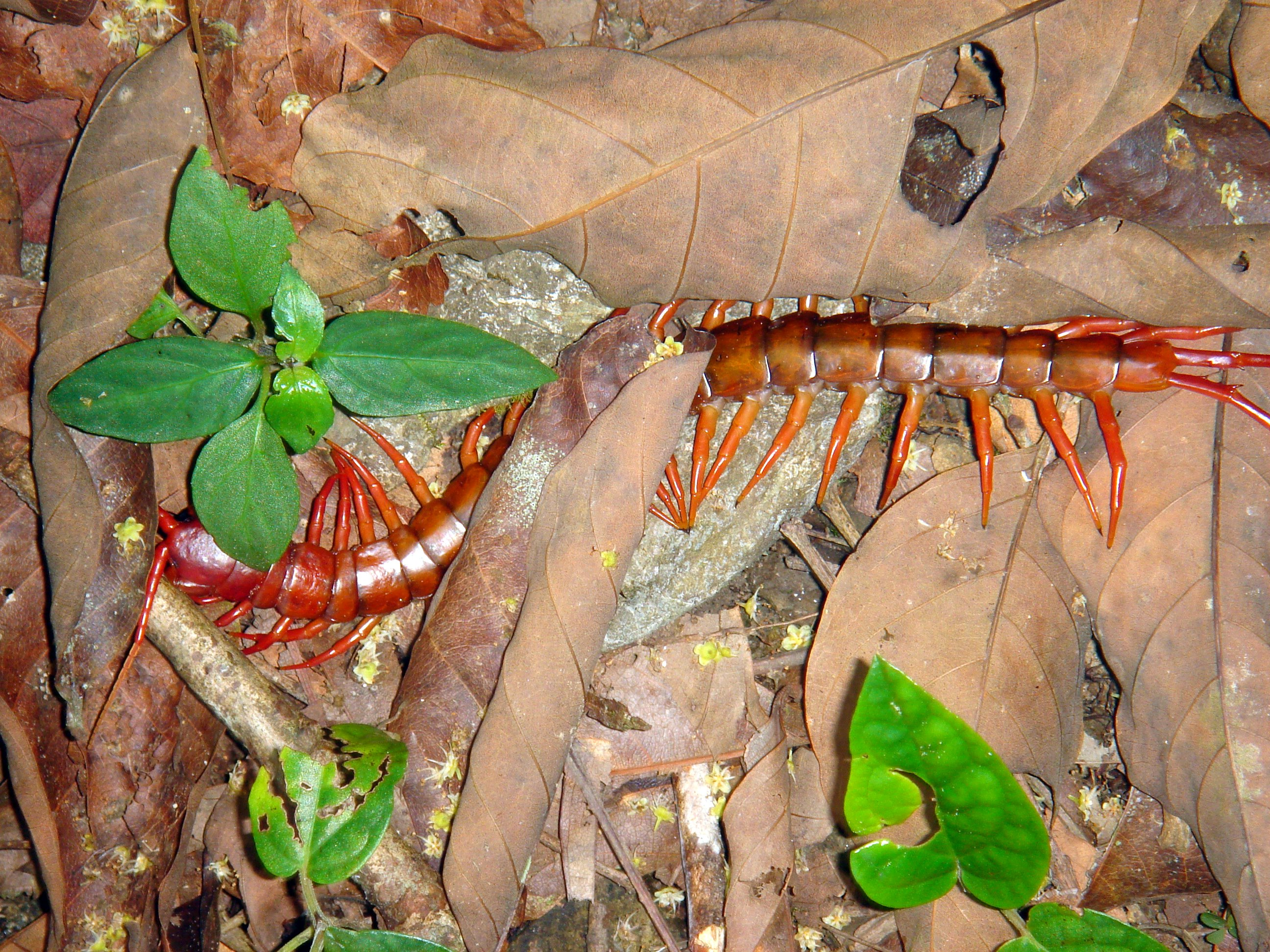
Hundertfüßer aus Thailand bei Phang Nga

Die Rückenplatten (Tergite) variieren besonders bei den Lithobiomorpha in ihrer Länge (Heterotergie), bei den Scutigeomorpha bedeckt eine besonders große Platte die Segmente 7 bis 9. Bei den Geophilomorphen gehören zu jedem Segment zwei Rückenplatten. Insgesamt haben die Lithobiomorpha und die Craterostigmomorpha nur 15 Beinpaare, die Scolopendromorpha 21 bis 23 Beinpaare und die Geophilomorpha bis zu 191 Beinpaare. Ein gemeinsames Merkmal aller Hundertfüßer ist eine ungerade Anzahl der Beinpaare. Dies rührt daher, dass während der embryonalen Entwicklung der Tiere aus einem Körpersegment immer zwei Beinpaare (= vier einzelne Beine) hervorgehen. Das erste Beinpaar wird im weiteren Verlauf aber zu einer Giftklaue umgebildet, aus dem ersten Segment geht also nur ein Beinpaar hervor. Alle weiteren Laufbein-Segmente tragen jeweils zwei Beinpaare bei (das terminale Paar wird allerdings bei manchen Arten mehr oder weniger stark umgebildet). In der Summe ergibt sich immer eine ungerade Gesamtzahl der Beinpaare. Hundertfüßer können daher grundsätzlich nicht exakt einhundert Beine aufweisen, da dies 50 Beinpaaren entsprechen würde und damit eine gerade Zahl wäre.
Das letzte Laufbeinpaar wird bei allen Hundertfüßern erhoben getragen und ist manchmal speziell umgebaut. So bildet es bei den Scutigeromorpha ein antennenartig verlängertes Fühlerbein, bei einigen Scolopendra-Arten bildet es eine kräftige Zange. Hinter diesem Laufbeinpaar folgen bei den Hundertfüßern noch zwei Segmente ohne Laufbeine. Diese tragen bei den Scutigeromorpha zwei Paar griffelartige Gonopoden, die Weibchen der Scutigeromorpha und der Lithobiomorpha haben hier eine Gonopodenzange.
Die Tracheenöffnungen liegen bei den Scutigeromorpha immer dorsal hinter den Tergiten, während sie bei allen anderen Gruppen oberhalb der Beine liegen.
Fast alle Gruppen besitzen zur Verteidigung Wehrdrüsen. Diese scheiden bei den Scolopendromorpha ein blausäurehaltiges Sekret ab, bei den Lithobiomorpha und Geophilomorpha leimartige Substanzen, die die Mundwerkzeuge attackierender Arthropoden verkleben.

### Innere Anatomie
Die Tracheenöffnungen der Hundertfüßer sind für gewöhnlich fein miteinander verzweigt. Das Strickleiternervensystem erstreckt sich in Form von gepaarten Ganglien (Nervenknoten). Das Gehirn ist wie bei Insekten dreiteilig aufgebaut. Der Darm der Hundertfüßer ist in die Speiseröhre, den Mitteldarm und Hinterdarm gegliedert. Als Ausscheidungsorgane dienen am Afterbereich zwei paarig angeordnete Malpighische Gefäße, die aus dem Mittel- und Hinterdarm entspringen. Abhängig vom Geschlecht verlaufen bei Hundertfüßern sowohl der Eierstock als auch der Hoden durch den Großteil des Rumpfes.
Hundertfüßer haben wie alle Gliederfüßer ein  offenes Blutkreislaufsystem. Es besteht bei den Vertretern dieser Klasse aus dem sog. Dorsalgefäß, bei dem es sich um das Herz und die Aorta handelt und aus dem Ventralgefäß sowie dem Maxillipedbogen, der beide Gefäße miteinander verbindet. Das Herz ist als schlauchförmiges Pumpenorgan aufgebaut. Es enthält über 20 separate Kammern und streckt sich beinahe auf den gesamten Rumpf des Tieres aus. Die Aorta reicht bis in den Kopfbereich. Das Herz ist vom Rest des Körpers durch eine Membran getrennt. Seine Frequenz beläuft sich auf Werte zwischen 30 und 54 Schlägen. Dabei variiert die Frequenz je nach Temperatur und kann durch Acetylcholin sowie durch Adrenalin beschleunigt und durch Histamin verlangsamt werden.
Bei der Blutflüssigkeit von Hundertfüßern handelt es sich um eine Hämolymphe, die farblos ist und aus fünf Variationen von Blutkörperchen besteht. Diese dienen etwa als Immunsystem und als Nährstoffträger, da die Flüssigkeit durch ihr Aufweisen von großen Mengen an Proteinen die Körperzellen ernährt und somit auch Körperfunktionen reguliert.

## Verbreitung und Lebensweise
Hundertfüßer kommen weltweit bis über die Polarkreise hinaus vor und besiedeln eine Vielzahl verschiedener Lebensräume vom Regenwald bis zur Wüste. Sie benötigen ein feuchtes Milieu und sind in ihrem Lebensraum an Feuchtigkeit gebunden. Tagsüber sind sie im Allgemeinen in Laub, unter Steinen oder im Erdreich versteckt. Auch Komposthaufen sowie faules Holz dienen als Unterschlupf. Die Tiere sind lichtscheu und suchen nach dem Aufscheuchen tagsüber schnell die Dunkelheit auf.
In der Nacht begeben sie sich auf lange, ausgedehnte Streifzüge als aktive Jäger, die ihre Beute verfolgen und blitzschnell überwältigen. Dabei stoßen sie nach vorne, ähnlich wie eine Schlange. Sie verbeißen sich in ihre Beutetiere und umringeln sie mit ihren Beinen, um sie festzuhalten. Das starke Gift führt dann zum Tod der Beute. Sie können eine sehr hohe Geschwindigkeit erreichen und sind sehr flink und wendig.
Skolopender verfügen in der Regel über ein extrem hohes Aggressionspotenzial, das man sonst kaum bei anderen Tieren findet. Sie ziehen sich nicht wie andere Wildtiere bei Belästigung und Störung zurück, sondern verteidigen sich aktiv mit einem Giftbiss. Es ist daher dringend davon abzuraten, einen Skolopender mit der Hand zu berühren, auch am Hinterleib, da sie sich sehr schnell drehen und zubeißen können.

## Fortpflanzung und Entwicklung
Bei allen beobachteten Hundertfüßerarten erfolgt die Übertragung der Spermien über Spermapakete (Spermatophoren). Bei den Scutigeromorpha legt das Männchen eine Spermatophore ab und zieht das Weibchen darüber. Bei einigen Arten wie Thereuopodae decipiens nimmt das Männchen das Spermienpaket mit den Giftklauen auf und heftet es direkt an die Geschlechtsöffnung des Weibchens. Bei den Lithobiomorpha und den Scolopendromorpha wird die Spermatophore in Anwesenheit des Weibchens auf ein Gespinst gelegt, das Weibchen nimmt diese dann später auf. Bei den Geophilomorpha besteht ebenfalls erst Kontakt zwischen den Geschlechtern. Danach begibt sich das Männchen in einen Gang und legt die Spermatophore ebenfalls auf ein Gespinst, von wo sie später vom Weibchen aufgenommen wird.
Bei den Scutigeromorpha werden die Eier einzeln und mit Erde maskiert abgelegt. Die Weibchen von Scolopendra und Craterostigmus legen einen Eiballen ab und rollen sich ventral um diesen, die Geophilomorpha rollen sich dorsal um den Eiballen. Bei all diesen brutpflegenden Arten werden die Eier regelmäßig beleckt und von Pilzen befreit.
Bei den Scolopendromorpha und den Geophilomorpha schlüpfen die Jungtiere mit voller Segmentzahl (Epimorphose) und bleiben bis zur dritten Häutung von der Fütterung durch die Mutter abhängig, erst dann verlassen sie das Gelege. Craterostigmus schlüpft mit 12 Beinpaaren und erreicht die volle Beinzahl von 15 nach der ersten Häutung. Scolopendra besitzt beim Schlupf sieben Beinpaare, Lithobius nur vier. Sie erreichen die volle Beinzahl von 15 Beinpaaren über mehrere Häutungen und sie häuten sich auch danach noch weiter.

## Gift
Bestandteile der Skolopendergifte können Acetylcholin, Serotonin sowie Histamin sein. Einige wenige Arten produzieren auch Blausäure. Die Giftwirkung ist für einen robusten, gesunden und erwachsenen Menschen normalerweise nicht lebensgefährlich, jedoch sehr unangenehm und schmerzhaft. Die Bissstelle schwillt in der Regel sehr stark an, es kommt zu sehr intensiven, über den gesamten Körper strahlenden Schmerzen. Dazu kommen je nach Art und Dosierung des Giftes Lähmungserscheinungen, die über mehrere Tage anhalten können. Ebenfalls verursacht das Gift oftmals Übelkeit und Schwindelgefühle sowie ein Taubheitsgefühl an der Bissstelle. In seltenen Fällen kann es auch zu Atemproblemen und Herzrhythmusstörungen führen. Vor allem bereits erkrankten und geschwächten Menschen sowie Kindern und Senioren wird empfohlen, eine ärztliche Behandlung in Anspruch zu nehmen. Auch eine Nekrose kann unterhalb der Bissstelle auftreten und muss dringend medizinisch behandelt werden. Wie bei allen Bisswunden besteht die Gefahr einer Blutvergiftung.
Es sind bisher zwei Todesfälle dokumentiert, dabei handelte es sich zum einen um ein Mädchen, das von einem Skolopender direkt am Kopf gebissen wurde.
Bei dem anderen Fall hatte ein 39-jähriger Thailänder, nachdem er gebissen worden war, den Hundertfüßer gegessen. Innerhalb von zwei Stunden starb er.

## Systematik der Hundertfüßer
Die Position der Hundertfüßer innerhalb der Tracheentiere ist noch umstritten. Als anerkannte Hypothese wird die hier vorgestellte Position innerhalb der Myriapoden und dort als Schwestergruppe der aus den Wenigfüßern, Zwergfüßern und Doppelfüßern gebildeten Progoneata diskutiert. Eine alternative Hypothese diskutiert die Hundertfüßer als Schwestergruppe aller anderen Tracheentiere und somit als ursprünglichste Form dieses Taxons, mit der Konsequenz, dass die Tausendfüßer als unnatürliche Gruppe aufgelöst werden (siehe hierzu Tausendfüßer).
Intern werden die Hundertfüßer in mehrere morphologisch unterschiedliche Gruppen aufgeteilt. Die Einordnung der fünf Hundertfüßer-Ordnungen gilt als ziemlich gesichert und ist folgendem Kladogramm zu entnehmen:
|           | Craterostigmomorpha                                                                             |
|           |                                                                                                 |
| Epimorpha | \| \| Scolopendromorpha (Riesenläufer) \| \| \| \| \| \| Geophilomorpha (Erdläufer) \| \| \| \| |
|           | \| \| Scolopendromorpha (Riesenläufer) \| \| \| \| \| \| Geophilomorpha (Erdläufer) \| \| \| \| |
|           | Scolopendromorpha (Riesenläufer)                                                                |
|           |                                                                                                 |
|           | Geophilomorpha (Erdläufer)                                                                      |
|           |                                                                                                 |

|  | Scolopendromorpha (Riesenläufer) |
|  |                                  |
|  | Geophilomorpha (Erdläufer)       |
|  |                                  |

|           | Craterostigmomorpha                                                                             |
|           |                                                                                                 |
| Epimorpha | \| \| Scolopendromorpha (Riesenläufer) \| \| \| \| \| \| Geophilomorpha (Erdläufer) \| \| \| \| |
|           | \| \| Scolopendromorpha (Riesenläufer) \| \| \| \| \| \| Geophilomorpha (Erdläufer) \| \| \| \| |
|           | Scolopendromorpha (Riesenläufer)                                                                |
|           |                                                                                                 |
|           | Geophilomorpha (Erdläufer)                                                                      |
|           |                                                                                                 |

|  | Scolopendromorpha (Riesenläufer) |
|  |                                  |
|  | Geophilomorpha (Erdläufer)       |
|  |                                  |

|           | Craterostigmomorpha                                                                             |
|           |                                                                                                 |
| Epimorpha | \| \| Scolopendromorpha (Riesenläufer) \| \| \| \| \| \| Geophilomorpha (Erdläufer) \| \| \| \| |
|           | \| \| Scolopendromorpha (Riesenläufer) \| \| \| \| \| \| Geophilomorpha (Erdläufer) \| \| \| \| |
|           | Scolopendromorpha (Riesenläufer)                                                                |
|           |                                                                                                 |
|           | Geophilomorpha (Erdläufer)                                                                      |
|           |                                                                                                 |

|  | Scolopendromorpha (Riesenläufer) |
|  |                                  |
|  | Geophilomorpha (Erdläufer)       |
|  |                                  |

|           | Craterostigmomorpha                                                                             |
|           |                                                                                                 |
| Epimorpha | \| \| Scolopendromorpha (Riesenläufer) \| \| \| \| \| \| Geophilomorpha (Erdläufer) \| \| \| \| |
|           | \| \| Scolopendromorpha (Riesenläufer) \| \| \| \| \| \| Geophilomorpha (Erdläufer) \| \| \| \| |
|           | Scolopendromorpha (Riesenläufer)                                                                |
|           |                                                                                                 |
|           | Geophilomorpha (Erdläufer)                                                                      |
|           |                                                                                                 |

|  | Scolopendromorpha (Riesenläufer) |
|  |                                  |
|  | Geophilomorpha (Erdläufer)       |
|  |                                  |

Die folgende Aufstellung ordnet die mitteleuropäischen Arten in diese Systematik ein.
- Scutigeromorpha
  - Spinnenläufer – Scutigeridae

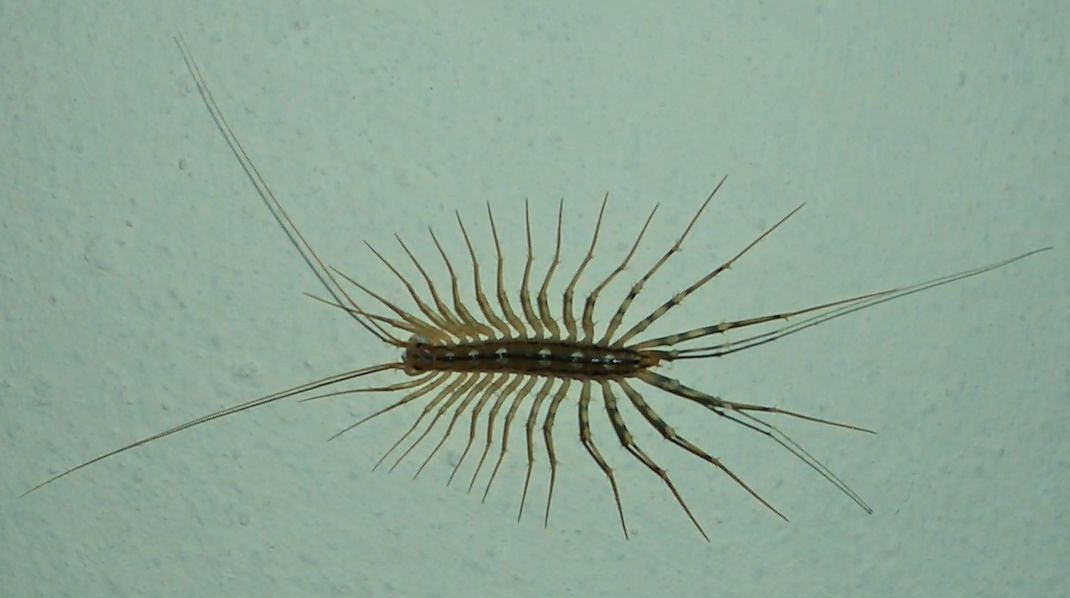
Spinnenläufer (Scutigera coleoptrata)

    - Spinnenläufer (oder auch Spinnenassel) – Scutigera coleoptrata (aus dem Mittelmeergebiet in südwestdeutsche Weinberge eingeschleppt)
- Pleurostigmophora
  - Lithobiomorpha
    - Henicopidae
      - Lamyctes africanus
      - Lamyctes emarginatus

    - Steinläufer – Lithobiidae
      - Eupolybothrus grossipes
      - Eupolybothrus tridentatus
      - Harpolithobius anodus
      - Lithobius aeruginosus
      - Lithobius agilis
      - Lithobius austriacus
      - Lithobius borealis
      - Lithobius calcaratus
      - Lithobius crassipes
      - Lithobius curtipes
      - Lithobius dentatus
      - Lithobius erythrocephalus
      - Lithobius forficatus
      - Lithobius glacialis
      - Lithobius lapidicola
      - Lithobius latro
      - Lithobius lucifugus
      - Lithobius macilentus
      - Lithobius melanops
      - Lithobius microps
      - Lithobius mutabilis
      - Lithobius muticus
      - Lithobius nodulipes
      - Lithobius pelidnus
      - Lithobius piceus
      - Lithobius punctulatus
      - Lithobius pygmaeus
      - Lithobius subtilis
      - Lithobius tenebrosus
      - Lithobius tricuspis
      - Lithobius valesiacus
      - Lithobius variegatus

  - Epimorpha
    - Riesenläufer – Scolopendromorpha
      - Cryptopidae (einzige in Deutschland heimische Gattung der Scolopendromorpha, 15–40 mm lang, 21 Beinpaare[6])
        - Cryptops anomalans (natürlich in England[7] aber auch Frankreich, Österreich und SO-Europa, in Deutschland eingeschleppt[8])
        - Cryptops hortensis
        - Cryptops parisi
        - Cryptops umbricus

      - Scolopendridae (ausschließlich in den Tropen und Subtropen, auch im Mittelmeerraum)
        - Europäischer Riesenläufer – Scolopendra cingulata
        - Brasilianischer Riesenläufer – Scolopendra gigantea (25 cm Körperlänge, beliebtes Terrarientier)
        - Ethmostigmus trigonopodus

    - Erdläufer – Geophilomorpha
      - Dignathodontidae
        - Henia brevis
        - Henia vesuviana
        - Strigamia acuminata
        - Strigamia crassipes
        - Strigamia maritima
        - Strigamia transsilvanica

      - Himantariidae
        - Stigmatogaster subterranea

      - Geophilidae
        - Brachygeophilus truncorum
        - Clinopodus flavidus
        - Clinopodus linearis
        - Geophilus carpophagus
        - Geophilus electricus
        - Geophilus flavus
        - Geophilus glacialis
        - Geophilus insculptus
        - Geophilus oligopus
        - Geophilus proximus
        - Geophilus ribauti
        - Geophilus studeri
        - Geophilus truncorum
        - Necrophloeophagus longicornis
        - Pachymerium ferrugineum
        - Stenotaenia linearis

      - Schendylidae
        - Schendyla montana
        - Schendyla nemorensis